# Будь моим слоном
«Бу́дь мои́м слоно́м» — мультипликационный фильм, созданный студией «Пермьтелефильм» в 1976 году. Роли озвучивал Владимир Кукушкин.

## Сюжет
Мальчик заболел простудой. Ему грустно, у него нет друзей и он очень мечтает подружиться. Причём подружиться с кем-то необыкновенным — например, со слоном. Мальчик звонит в зоопарк, где ему отвечает дворник зоопарка. Мальчик просит позвать к телефону слона. Дворник, поняв в чём дело, начинает разговаривать с мальчиком от имени слона. Мальчик верит ему и звонит каждый день. Они подружились. Наконец, мальчик выздоровел. Первым делом он побежал в зоопарк, разыскал там слона и радостно сказал ему, что выздоровел. Однако слон не произнёс ни слова. Мальчик удивился тому, что слон с ним не хочет говорить, слон в ответ указал хоботом на дворника. Обиженный мальчик подошёл к дворнику, гневно назвал его обманщиком и убежал. Старый дворник очень расстроился — ведь он был тоже очень одинок и ему тоже хотелось иметь настоящего друга. Попугай, видя всё это, летит к мальчику и просит его пойти обратно к старому дворнику. При этом попугай сказал, что дворник — на самом деле как будто слон, а он, мальчик, будет для него как будто слонёнок. Мальчику стало стыдно, и он подошёл обратно к дворнику. «Здравствуй, слон!», — сказал мальчик. «Здравствуй, мой слонёнок!», — ответил дворник. И им обоим стало очень хорошо на душе.